# Ammothella ovalis
Ammothella ovalis är en havsspindelart som beskrevs av Stock, J.H. 1994. Ammothella ovalis ingår i släktet Ammothella och familjen Ammotheidae. Inga underarter finns listade i Catalogue of Life.